# Astyanax epiagos
Astyanax epiagos är en fiskart som beskrevs av Angela M. Zanata och Priscila Camelier 2008. Astyanax epiagos ingår i släktet Astyanax och familjen Characidae. Inga underarter finns listade.